# Bye Bye Baby (альбом Requin Chagrin)
Bye Bye Baby — третий студийный альбом французской инди-рок группы Requin Chagrin в стиле дрим-поп, вышедший на лейбле «KMS Disques» (подразделение Sony Music) 9 апреля 2021 года.

## История записи
Альбом записывался с марта по август 2020 года в разгар пандемии COVID-19. Всего было записано 15 песен, из которых на альбом попали 10. Солистка группы Марион Брунетто признаётся, что введённые по этому случаю ограничения не сильно её затронули и она продолжает работать (в домашней студии) в более или менее привычном режиме.
Материал для альбома также записывался на легендарной «ICP Studios» в Брюсселе (Бельгия).
В работе над альбомом принимали участие двое приглашённых артистов — британский звукорежиссёр Эш Уоркман (англ. Ash Workman), а также швейцарский продюсер Chab, с которым Марион Брунетто уже работала вместе над записью предыдущего альбома группы. Брунетто признаётся в интервью, что планировала записывать альбом в студии Уоркмана в Маргите (Великобритания), однако в итоге это не получилось — музыканты работали удалённо, пересылая друг другу материал по электронной почте.
Альбом получил название по одноимённой песне, записанной на диске четвёртой. Для Марион Брунетто эта песня имеет особое значение: «эта песня о желании уйти или уехать в другое место, освободить себя, вырасти, увидеть что-то другое, отпустить негативное, что может сдерживать». Потом она увидела иллюстрацию, предложенную для обложки альбома и поняла, что идея песни и графическая работа совпадают друг с другом — так альбом получил своё название. Автором графической работы для обложки диска стал живущий в США французский художник и иллюстратор Гай Биллу.
Марион Брунетто признаётся, что вдохновением для неё стала шведская певица Молли Нильссон, шотландская группа Cocteau Twins, а также MGMT и их песня «In The Afternoon» (2019) и квебекская группа Corridor.

## Музыканты
- Марион Брунетто — вокал, синтезатор, бас, гитара и ударные[1]
- Реми Парсон (фр. Rémi Parson) — вокал (для песни «Nuit B»)
- Эш Уоркман (англ. Ash Workman) — звукорежиссёр[1]
- Chab[англ.] — продюсер[1]

## Форматы записи
Альбом вышел на компакт-диске, виниловой пластинке (12"), а также доступен для покупок и скачивания через интернет на крупнейших платформах.

## Список песен
1. Première Vague (3:58)
2. Déjà-Vu (3:50)
3. Nuit B (3:58)
4. Bye Bye Baby (2:50)
5. Juno (4:23)
6. Fou (2:57)
7. Volage (4:10)
8. Love (4:50)
9. Perséides (3:52)
10. Roi du silence (4:46)

## Синглы
- Déjà-Vu

На песню был снят видеоклип, реж. Антуан Карлье (фр. Antoine Carlier).
- Bye Bye Baby

На песню был снят видеоклип, реж. Joao Ferreira

## Отзывы критиков
- Алекс Аш, обозреватель французского портала «Les Inrockuptibles» в своём обзоре нового «более тёплого и более солнечного» альбома группы пишет, что Марион Брунетто «покидает средиземноморские воды „Sémaphore“ для более глубокого исследования звезд»[11].
- Леа Форментель, обозреватель «La Vague Parallèle» называет альбом «полным утончённости», а также «личным и интимным». В композициях «Love» или «Bye Bye Baby» по мнению критика говорится об эмансипации и принятии себя[1].
- Немецкоязычный портал «Sounds & Books» называет альбом «ослепительным» с характеризует музыкальный стиль сборника как «серф-поп с инди-попом». Вокал Брунетто называется «завораживающим и парящим», который является визитной карточкой группы и проявляется и на этом альбоме. Альбом характеризует «меланхолическая элегантность ее композиций». Отмечаются также «чрезвычайно красивые аранжировки». Особенно отмечается закрывающая пластинку «Roi Du Silence», «одна из самых красивых песен на альбоме»[12].
- Швейцарский портал «Atrnoir» своей рецензии на альбом пишет, что Марион Брунетто представляет новый взгляд на французскую поп-музыку. Песня «Deja Vu», «несмотря на грубый вокал очень сильно блестит», в то время как «Nuit» сыграна в равномерном стиле[13].
- Памятуя о девятой песне на альбоме, «Perséides», обозреватель портала «Music OMH» Мэтт Котселл вспоминает древнегреческий миф о Медузе Горгоне и метеорном потоке Персеиды, который ежегодно «царапает и прожигает атмосферу Земли и оказывает основное влияние на новую блестящую пластинку» группы Requin Chagrin. Отмечается, что Мэрион Брунетто «увидела падающие звёзды», что вдохновило её на создание данного альбома[14].
- Музыкальный журнал «Clash Magazine» публикует рецензию на альбом и разбирает каждую песню с него отдельно. В общей рецензии обозреватель Робин Мюррей называет группу Requin Chagrin «эстетом-созидателем» и отмечает, что данный альбом — «погружение в бессознательное». Альбом называется «полнообъёмной работой художника, который полностью в себе уверен» и «великолепным прослушиванием»[15].
- Бельгийский телерадиокомпания RTBF называет альбом «настоящей жемчужиной», а его создателя — «увлекательным и талантливым художником»[8].